# This Cold Night
This Cold Night ist eine 2014 debütierte Dark-Wave-Band.

## Geschichte
This Cold Night wurde von Chase Morledge aus Austin als sein alleiniges Musikprojekt gegründet. Die ersten Jahre seiner Aktivität beschränkte sich Morledge auf die Veröffentlichung von Musik und gab keine Interviews und nur wenig Konzerte. Entgegen der virtuellen Präsenz vieler Musiker verweigerte er hinzukommend jedwede Form Sozialer Medien jenseits der Unterhaltung einer Bandcamp-Seite. Erst im Jahr 2020, in der Vorbereitung zum Album Are We Not Immortal Yet?? gab er ein erstes Interview, dabei galt This Cold Night zu diesem Zeitpunkt bereits als populäre Institution der amerikanischen Dark-Wave-Szene. Neben der konzeptionellen Notwendigkeit die das Album als ein Projekt das in einem Austausch mit verschiedenen Musikern entstehen sollte, gab er an, „ein gewisses Maß an Stabilität in [seinem] Leben gefunden zu haben“. Zeitgleich begann This Cold Night die Zusammenarbeit dem deutschen Label Young & Cold Records. Sky Lesco von Tearful Moon hatte den Kontakt ermöglicht. Zuvor lehnte Morledge die Kooperation mit einem Label ab, da er Produktion und digitalen Vertrieb selbst übernahm und ein Label ihm nicht viel bieten konnten. Young & Cold Records bot ihm künstlerische Freiheit, die erarbeitete Reputation des Unternehmens und Zugang zu Auftritts- und Vertriebsmöglichkeiten in Europa. Young & Cold Records veröffentlichte einen Teil des bestehenden Katalogs des Projektes erneut und das nachkommende Album Are We Not Immortal Yet??.

## Stil
This Cold Night wird dem Post-Punk und Dark Wave in der Tradition der 1980er-Jahre zugerechnet. Insbesondere das tiefe Bassspiel, erinnere an die Musik von Joy Division. Der Gesang wirke unterkühlt und die Produktion einfach.

## Diskografie
| Physische Veröffentlichungen - 2014: We Of Like Minds (Album, Selbstverlag) - 2014: That Which I Cannot Control (EP, Selbstverlag) - 2014: Body † EP (EP, Selbstverlag) - 2014: This Cold Night (EP, Selbstverlag) - 2016: While I Disappear (EP, Sination) - 2016: An Enigmatic Individual (Album, Dead Wax Records/Young And Cold Records) - 2020: Dead Boy (Kompilation, Selbstverlag) - 2020: The Divided Se/lf (Album, Selbstverlag) - 2022: Are We Not Immortal Yet?? (Album, Selbstverlag/Young And Cold Records) - 2023: Restrospective XXIII (Kompilation, Selbstverlag) | Download-Veröffentlichungen - 2014: Eighties Goth Suicide Note (Download-Single, Selbstverlag) - 2015: Enigmatic Individual (Download-Single, Selbstverlag) - 2017: So That I Can Endure: Part I (Download-EP, Selbstverlag) - 2017: So That I Can Endure: Part II (Forgotten Tracks) (Download-EP, Selbstverlag) - 2019: Black Cherry (Download-EP, Selbstverlag) - 2020: The Self, Divided (Lost Demos & Abandoned Tracks) (Download-Kompilation, Selbstverlag) - 2021: 90° (Download-Single, Selbstverlag) - 2023: Pick Up A Phone (Download-Single, Selbstverlag) |